# Ponometia megocula
Ponometia megocula là một loài bướm đêm trong họ Noctuidae.